# Julien Pinol
 (septembre 2012).
Si vous disposez d'ouvrages ou d'articles de référence ou si vous connaissez des sites web de qualité traitant du thème abordé ici, merci de compléter l'article en donnant les références utiles à sa vérifiabilité et en les liant à la section « Notes et références ».
Julien Pinol est un musicien français né en Haute-Savoie le 24 avril 1972.

## Biographie
Julien Pinol, après des études aux Arts Décoratifs et aux Beaux-Arts de Genève (Suisse), compose et interprète son premier disque à 24 ans, Seul émoi. Ensuite, il réalise de nombreux CD en tant que compositeur et interprète (guitare et contrebasse, entre autres)https://swissjazzorama.ch/fileadmin/pdf/Jazzletter1/jazzletter09.pdf Abou Simbel, We free (1999), Le Banquet (2000), Beethoven (2001), Petites Fleurs, dans un style qualifié de free jazz. Comme guitariste ou contrebassiste, il a joué en concert avec de nombreux musiciens européens ou américains, dont Ramón López, Hans Koch, Roscoe Mitchell (en), Peter Brötzmann, Anthony Coleman, Jacques Demierre (de), Sandro Zonca, Nabila Schwab, Pete Ehrnrooth, Eduardo Kohan, etc.
Julien Pinol a composé des opéras dont l'expression musicale correspond à ladite musique contemporaine. À l'Alhambra (Genève, Suisse), en décembre 2003, il dirige sa propre création Über Gewissheit, basée sur les ultimes écrits du philosophe autrichien Ludwig Wittgenstein. Sur cette même scène, en décembre 2004, il adapte Le Corbeau, le poème d'Edgar Allan Poe. Son troisième opéra, L'Alouette Lulu, s'est joué au Théâtre de Carouge (Genève, Suisse) les 4 et 5 mai 2007. L'écrivain allemand Georg Christoph Lichtenberg a inspiré son dernier opéra de chambre, créé en décembre 2009 par lui-même et le metteur en scène Eric Salama.
En 2019, il a composé et écrit le texte d'un concert au Conservatoire de musique de Genève pour récitant, chanteuse et orchestre dont le sujet est la vie de Robert Leroy Parker, alias Butch Cassidy.
Dans le cadre du théâtre et de la danse, il a notamment écrit la musique pour Le rêve endormi des faubourgs fabuleux de Monique Décosterd, ou encore d'après S. Corinna Bille.
Il a travaillé pour diverses occasions musicales avec de nombreux comédiens dont Jean Schlegel, Maria Mettral. Viviana Aliberti, Claude Thébert.
Julien Pinol est également l'auteur de textes liés à la musique (publiés par L'Envol du Ressort en 2009) et de Essais Nucléaires : 1961, une apothéose ? et Vie et mort de Michael Faraday chez L'Harmattan. Son premier roman, "A tête reposée" est sorti en 2018. Un polar, "Encore et en corps "suivit l'année suivante.
Julien Pinol a écrit et dirigé un hommage à Ludwig Van Beethoven dans le cadre du 250ème anniversaire de sa naissance.
Il arrange fréquemment pour orchestre et voix des lieder de Franz Schubert, Johannes Brahms .